# فيديريكو سيرا
فيديريكو سيرا (بالإيطالية: Federico Serra)‏ (9 ديسمبر 1997 بكالياري في إيطاليا - ) هو لاعب كرة قدم إيطالي في مركز الوسط.

## وصلات خارجية
- فيديريكو سيرا على موقع قاعدة بيانات كرة القدم.إي يو (الإنجليزية)
- فيديريكو سيرا على موقع عالم كرة القدم.نت (الإنجليزية)
- فيديريكو سيرا على موقع AS.com (الإسبانية)